# Acitretina
L'acitretina è un farmaco attivo nella psoriasi e in altri disturbi della cheratinizzazione come la malattia di Darier, la pityriasis rubra pilaris.

## Meccanismo di azione
Combatte la proliferazione delle cellule, attiva il recettore nucleare dell'acido retinoico, provocando nel soggetto l'inibizione dei neutrofili.

## Indicazioni
Viene utilizzato come terapia contro:
- Psoriasi
- Ittiosi
- Malattia di Darier, chiamata anche cheratosi follicolare
- Lichen planus

## Dosaggio
Generale, 0,5 mg/kg al giorno (dose massima 1 mg/kg) partendo da dosaggi più bassi per saggiarne la tollerabilità, molto variabile da soggetti a soggetto.

## Controindicazioni
Da evitare in caso di gravidanza, sconsigliato negli infanti e in soggetti con insufficienza epatica e renale.

## Effetti indesiderati
Dermatite, epistassi, gengivite, mialgia, artralgie, rinite, nausea, cefalea, sonnolenza. Il farmaco, specie se usato costantemente da pazienti affetti da psoriasi cronica, può provocare secchezza delle mucose, nonché degli occhi.

## Follow up
Il monitoraggio deve avvenire per un controllo dell'assetto lipidico e della funzionalità epatica.